# Jestem niewinny
Jestem niewinny (ang. Fury) – pierwszy amerykański film reżysera Fritza Langa. Został oparty na autentycznych zdarzeniach z Kalifornii.

## Opis fabuły
Film nakręcony w scenerii amerykańskiej prowincji podejmuje problematykę linczu. Bohater filmu – Joe Wilson (Spencer Tracy) – zostaje niesłusznie oskarżony o porwanie dziecka i osadzony w areszcie. Mieszkańcy miasteczka chcąc dokonać samosądu podpalają więzienie. Wilsonowi udaje się uniknąć śmierci, ucieka i postanawia się zemścić. Film ukazuje jego psychologiczną przemianę pod wpływem doznanej niesprawiedliwości. 

## Obraz zbiorowości
Reżyser wykazał się wyostrzonym zmysłem obserwacji psychologicznej i socjologicznej. Ukazał świat mieszkańców typowego amerykańskiego miasteczka. Film zawiera galerię wyraziście sportretowanych osób. Artystyczną zaletą obrazu Langa jest ukazanie psychologii tłumu, który w obronie sprawiedliwości jest gotów popełnić zbrodnię. Do najlepszych scen należą obrazy zbiorowej histerii.

## Film w filmie
Reżyser posłużył się zabiegiem "filmu w filmie". Wprowadził do obrazu postacie reporterów. Przedstawiony w akcji atak tłumu na więzienie został zarejestrowany przez operatorów kroniki filmowej, a następnie zaprezentowany w sądzie jako dowód rzeczowy. Uczestnicy wydarzeń zobaczyli w nim siebie samych.

## Krytyka
Jestem Niewinny uważany jest za najważniejszy, a przynajmniej za jeden z najważniejszych amerykańskich filmów Fritza Langa. Był chwalony za mistrzostwo dramaturgii i wybitną kreację aktorską Spencera Tracy’ego.